# Jermein Peña
Jermein Zidane Peña Maiguel (Santa Marta, 16 de octubre de 1999) es un futbolista colombiano de posición defensa central y su equipo actual es el Atlético Junior de la Categoría Primera A de Colombia.

## Clubes
| Club                       | Div.          | Temporada     | Liga  | Liga  | Copas Nacionales | Copas Nacionales | Torneos Internacionales | Torneos Internacionales | Total | Total |
| Club                       | Div.          | Temporada     | Part. | Goles | Part.            | Goles            | Part.                   | Goles                   | Part. | Goles |
| -------------------------- | ------------- | ------------- | ----- | ----- | ---------------- | ---------------- | ----------------------- | ----------------------- | ----- | ----- |
| Unión Magdalena · Colombia | 1.ª           | 2019          | 3     | 0     | 1                | 0                | -                       | -                       | 4     | 0     |
| Unión Magdalena · Colombia | 2.ª           | 2020          | 18    | 0     | 1                | 0                | -                       | -                       | 19    | 0     |
| Unión Magdalena · Colombia | 2.ª           | 2021          | 7     | 0     | -                | -                | -                       | -                       | 7     | 0     |
| Unión Magdalena · Colombia | 1.ª           | 2022          | 21    | 1     | 3                | 1                | -                       | -                       | 24    | 2     |
| Unión Magdalena · Colombia | 1.ª           | 2023          | 15    | 0     | -                | -                | -                       | -                       | 15    | 0     |
| Unión Magdalena · Colombia | Total club    | Total club    | 64    | 1     | 5                | 1                | -                       | -                       | 69    | 2     |
| Junior · Colombia          | 1.ª           | 2023          | 24    | 0     | 2                | 0                | -                       | -                       | 26    | 0     |
| Junior · Colombia          | 1.ª           | 2024          | 21    | 0     | 2                | 0                | 7                       | 0                       | 30    | 0     |
| Junior · Colombia          | 1.ª           | 2025          | 5     | 0     | 2                | 0                | -                       | -                       | 7     | 0     |
| Junior · Colombia          | Total club    | Total club    | 50    | 0     | 6                | 0                | 7                       | 0                       | 63    | 0     |
| Total carrera              | Total carrera | Total carrera | 114   | 1     | 11               | 1                | 7                       | 0                       | 132   | 2     |

## Palmarés

### Títulos nacionales
| Título              | Equipo          | País     | Año     |
| ------------------- | --------------- | -------- | ------- |
| Categoría Primera B | Unión Magdalena | Colombia | 2021-II |
| Categoría Primera A | Junior          | Colombia | 2023-II |